# Radio-Aktivität
„Radio-Aktivität“ (на английски: Radio-Activity) е петият албум на германската група Крафтверк, издаден през октомври 1975. Това е концептуален албум, организиран около темата за радиокомуникацията. За да се погрижат за международната аудитория на групата, всички издания на албума са двуезични с текстове на английски и немски език, като единствената локализирана разлика е албумът и заглавията на песните.

## Траклист

### Английска версия
1. „Geiger Counter“ (01:06)
2. „Radioactivity“ (06:41)
3. „Radioland“ (04:40)
4. „Airwaves“ (04:55)
5. „Intermission“ (00:38)
6. „News“ (01:17)
7. „The Voice of Energy“ (00:54)
8. „Antenna“ (03:42)
9. „Radio Stars“ (03:33)
10. „Uranium“ (01:26)
11. „Transistor“ (02:13)
12. „Ohm Sweet Ohm“ (05:36)

### Немска версия
1. „Geigerzähler“ (01:06)
2. „Radioaktivität“ (06:41)
3. „Radioland“ (04:40)
4. „Ätherwellen“ (04:55)
5. „Sendpause“ (00:38)
6. „Nachrichten“ (01:17)
7. „Die Stimme Der Energie“ (00:54)
8. „Antenne“ (03:42)
9. „Radio Sterne“ (03:33)
10. „Uran“ (01:26)
11. „Transistor“ (02:13)
12. „Ohm Sweet Ohm“ (05:36)